# Maharani Chimnabai
Maharani Chimnabai, död 1958, var en indisk feminist. 
Hon gifte sig vid tretton års ålder 1885 med Sayajirao Gaekwad III, maharadjan av Baroda. 
Hon förespråkade utbildning för flickor, kritiserade barnäktenskap och purdah och utgav The position of Women in Indian Life (1911). 
Hon var ordförande för All India Women's Conference 1927-1928 och National Council of Women in India 1928-1937. 